# Чёрный сентябрь
«Чёрный сентя́брь» (араб. منظمة أيلول الأسود‎ Munaẓẓamat Aylūl al-aswad, «Организация Чёрного сентября») — палестинская террористическая организация.
В израильских, западных и некоторых российских источниках считается, что «Чёрный сентябрь» находился под полным контролем «ФАТХ» и Организации освобождения Палестины (ООП).
В советских источниках «Чёрный сентябрь» определяют как «террористическую» и «экстремистскую» организацию, деятельность которой следует отграничить от действий ООП и «палестинского движения сопротивления». С одной стороны, руководство и значительную часть активистов «Чёрного сентября» составляли бывшие члены ФАТХ, НФОП и некоторых иных, более мелких военно-политических группировок, входивших в состав ООП; «Чёрный сентябрь» получал финансирование и имел возможность использовать в своих целях её инфраструктуру. С другой стороны, в своей деятельности «Чёрный сентябрь» пользовался значительной автономией («даже руководство ООП не имело чётких сведений о её (организации) структуре, составе и финансировании»).

## Изгнание боевиков Организации освобождения Палестины из Иордании (1970)
После завершения Шестидневной войны в 1967 году и установления контроля Израиля над Западным берегом реки Иордан в Иорданском королевстве обосновалось большое (до 200 тыс.) количество беженцев, и территория страны стала тыловой базой для ООП. В результате акций ООП Иордания несла существенный урон как в военном плане, будучи естественной целью для ответных мер Израиля, так и во внутриполитическом, поскольку палестинские организации претендовали на право регулировать деятельность своих соотечественников, и, в перспективе, на политическую власть в Иордании. После нескольких столкновений в 1969 году и в первой половине 1970 года между палестинцами и иорданскими силовыми структурами, королевская армия в сентябре 1970 года перешла к решительным действиям и после нескольких недель боёв поставила под свой контроль зоны расселения выходцев из Западной Палестины и военные базы радикалов, а в следующем году пресекла их попытки восстановить утраченный статус кво. В конфликте приняла активное участие и Сирия, выступившая на стороне палестинцев. В результате этих событий, получивших известность как «Чёрный сентябрь», погибли от 3 до 10 тысяч боевиков и гражданских палестинцев, и около 150 тысяч — были изгнаны из Иордании.

## Организация «Чёрный сентябрь»
Организатором и руководителем «Чёрного сентября» считается Али Хасан Саламе (1941—1979), один из руководителей службы разведки ООП. В организацию вошли палестинские арабы, поставившие перед собой задачу отомстить за изгнание боевых отрядов ООП из Иордании в сентябре 1970 года. Среди них были и боевики из ранее существовавших формирований, и лица, ранее не состоявшие на учёте спецслужб Израиля и других стран, и даже представители палестинской диаспоры (в частности, из числа иммигрантов и обучавшихся в Европе студентов). Организация должна была вести диверсионно-террористическую и разведывательную деятельность за пределами Ближнего Востока. Будучи сравнительно немногочисленным, «Чёрный сентябрь» отличался от других палестинских военизированных и террористических организаций более высокой законспирированностью.
Прекращение деятельности «Чёрного сентября» на рубеже 1973—1974 годов является как следствием изменившейся внешнеполитической обстановки (по мнению руководства ООП, дальнейшее проведение террористических актов могло дискредитировать её на международном уровне), так и — результатом потерь, понесённых в ходе ожесточённого противостояния с израильскими спецслужбами.

### Начало деятельности
Впервые организация заявила о себе 28 ноября 1971 года, когда у входа в отель «Шератон» в Каире её боевиками был убит иорданский премьер-министр Васфи ат-Телль. Впоследствии, ими также были убиты четыре иорданских бизнесмена в ФРГ. 15 декабря 1971 года ими было совершено покушение на Заида аль-Рифаи, посла Иордании в Лондоне. В начале 1972 года «Чёрный сентябрь» произвёл взрыв на заводе электронного оборудования в Гамбурге (ФРГ), поставлявшем продукцию в Израиль. 12 марта 1972 года на острове Кипр был убит израильский бизнесмен.

### Первая операция против Израиля
Первой серьёзной операцией не против иорданцев стал захват пассажирского самолёта 8 мая 1972 года. Четверо боевиков захватили самолёт с более чем 100 пассажирами и, угрожая взрывом, требовали освобождения 315 палестинцев, содержавшихся в то время в израильских тюрьмах. В результате штурма самолёта подразделением «Сайерет Маткаль» заложники были освобождены; один пассажир и двое террористов погибли.

### Теракт на Мюнхенской олимпиаде
5 сентября 1972 года восемь палестинских арабов вошли в резиденцию израильской делегации в Олимпийской деревне Мюнхена, застрелили на месте двух спортсменов, а девятерых захватили в заложники. Главным требованием было немедленное освобождение из израильских тюрем двухсот членов ООП.
Правительство Голды Меир отказалось выполнить эти условия, однако министр внутренних дел ФРГ Ханс-Дитрих Геншер продолжал переговоры с террористами до вечера. Затем террористов вместе с заложниками вывезли на автобусе из Олимпийской деревни, посадили на вертолёт и доставили на военный аэродром около Мюнхена, где их ожидал самолёт в Египет. Как только террористы вышли из вертолёта, по ним открыли огонь немецкие полицейские. В результате теракта погибли 14 человек, в том числе 9 израильских спортсменов, которых успели застрелить террористы, и 1 немецкий полицейский.

## Другие теракты «Чёрного сентября»
Считается, что в период после захвата заложников в Мюнхене «Чёрный сентябрь» провёл около 20 террористических актов; кроме того, организация занималась пропагандой — были опубликованы несколько деклараций антииорданского, антиизраильского и антиамериканского содержания.
- 11 сентября 1972 года в Брюсселе был застрелен оперативник «Моссада» Цадок Офир.

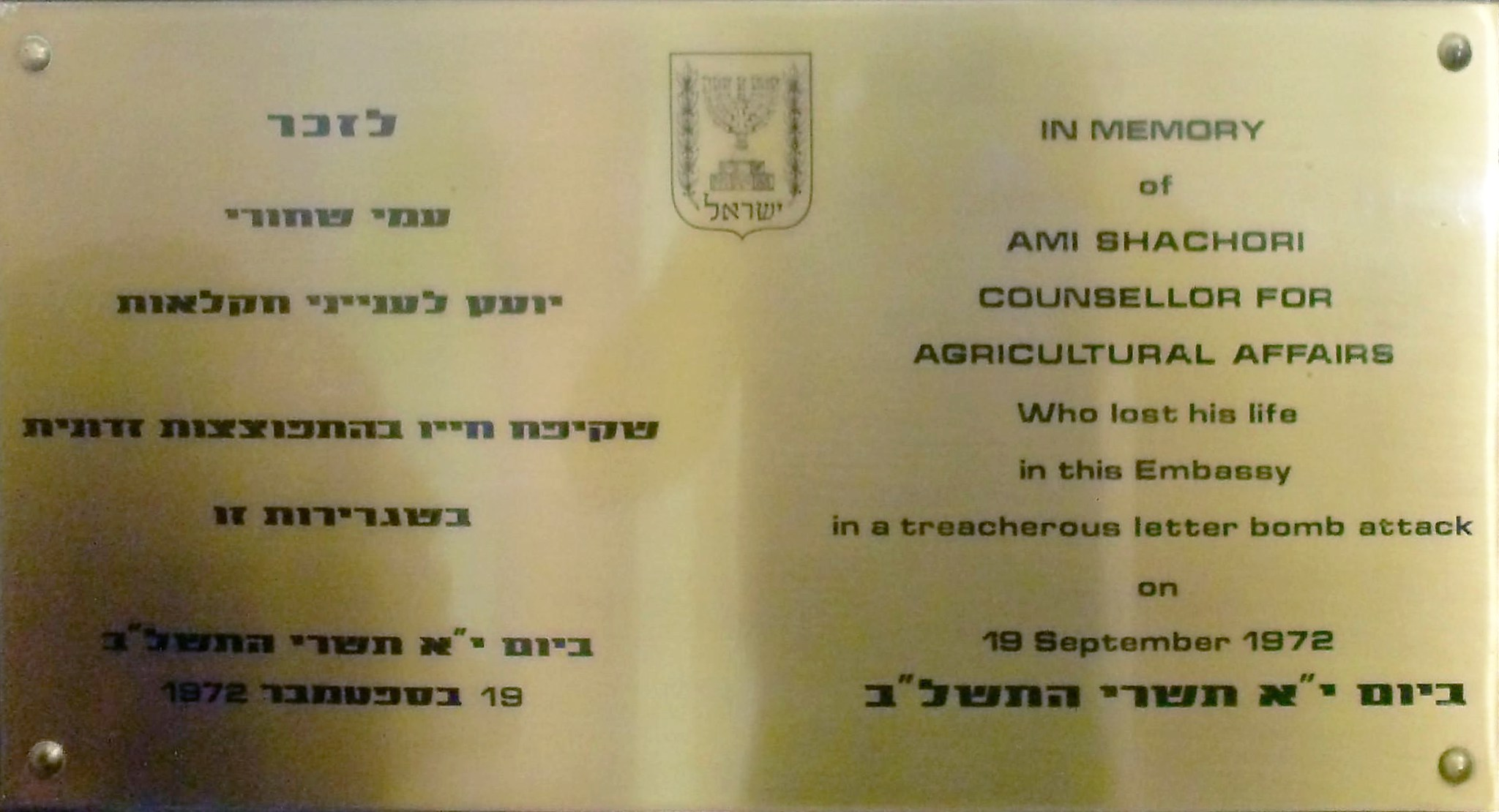
Мемориальная доска в израильском посольстве в Лондоне об убитом бомбой «Чёрного сентября» Ами Шахори

- В сентябре и октябре 1972 года из Амстердама на адреса посольств Израиля и представительств некоторых еврейских организаций были отправлены «почтовые бомбы» в виде писем и посылок. В результате взрыва одной из 12 «почтовых бомб», направленных в посольство Израиля в Лондоне (8 пакетов были обнаружены на почтамте, ещё три — обезврежены службой безопасности посольства) погиб 1 человек - сотрудник израильского посольства в Лондоне Ами Шахори.
- 19 октября 1972 года два боевика захватили авиалайнер немецкой компании «Люфтганза», выполнявший рейс № 615 «Дамаск — Бейрут — Анкара — Мюнхен» с 7 членами экипажа и 13 пассажирами на борту. Для освобождения заложников власти ФРГ освободили трёх ранее арестованных палестинских террористов.
- 13 ноября 1972 года в Париже был застрелен агент израильских спецслужб Хедер Кану[10]
- 28 ноября 1972 года четыре террориста захватили посольство Израиля в Бангкоке, однако местные власти заняли жёсткую позицию, и террористы были вынуждены освободить шесть заложников в обмен на вылет в Каир.
- В январе 1973 года в Риме агентами Моссада было сорвано покушение на премьер-министра Израиля Голду Меир (террористы планировали сбить заходящий на посадку самолёт зенитными ракетами из нескольких ПЗРК «Стрела»). В ходе операции были арестованы 5 террористов «Чёрного сентября», израильтяне потеряли трёх человек убитыми и одного раненым[11]
- 26 января 1973 года в Мадриде был застрелен оперативник Моссада Барух Коэн.
- 1 марта 1973 года — «операция Нахр аль-Бард» («Холодная река»): восемь террористов захватили посольство Саудовской Аравии в городе Хартум (Судан), дипломаты из нейтральных стран были отпущены, однако посол США, первый секретарь американского посольства и бельгийский дипломат были застрелены. Террористы были арестованы и осуждены.
- 4 марта 1973 года в Нью-Йорке были оставлены три заминированные машины, которые должны были взорваться во время визита в США израильского премьер-министра (устройства не сработали и взрыва не произошло).
- 1 июля 1973 года в Вашингтоне был застрелен полковник Йосеф Алон, сотрудник военно-воздушного атташе посольства Израиля в США
- 5 августа 1973 года был совершён теракт в здании аэровокзала в Афинах: погибли 3 человека, ещё 55 были ранены[12]
- 13 августа 1973 года неизвестный позвонил в редакции ливанских газет и сообщил о том, что «Чёрный сентябрь» осуществил похищение гражданина Канады, которого они предложили обменять на двух ранее арестованных членов «Чёрного сентября»
- 5 сентября 1973 года пять террористов осуществили нападение на посольство Саудовской Аравии в Париже (предположительно, с целью сорвать выступление делегации ООП на проходившей в это время в Алжире IV Международной конференции неприсоединившихся стран)[13]

### Ответные операции Моссада
Израильская разведка «Моссад», выполняя специальное задание своего премьер-министра, начала поиск организаторов мюнхенского теракта — операцию «Гнев Божий». Было принято решение об уничтожении всех тех, кто готовил и осуществлял захват и убийство заложников. В операции, в частности, принимал участие будущий премьер-министр Израиля Эхуд Барак.
Перед каждой операцией члены опергруппы, по слухам, получали санкцию лично от Голды Меир. В 1972 году «Моссад» ликвидировал 12 террористов «Чёрного сентября».
16 сентября 1972 года в Риме на крыльце собственного дома был убит двенадцатью выстрелами из пистолета представитель ООП в Италии и, согласно ряду источников, резидент «Чёрного сентября» Абдель Ваиль Зуайтер.
8 декабря 1972 года парижский резидент, доктор Махмуд Хамшари был убит бомбой, вмонтированной в телефонную трубку.
24 января 1973 года на Кипре в одном из отелей Никосии радиоуправляемой бомбой, подложенной под матрас, был убит представитель ООП на Кипре, резидент «Чёрного сентября» Абад аль-Шира.
31 января 1973 года в Афинах был ликвидирован Зайад Мухейси.
6 апреля 1973 года в Париже был убит Базиль Рауф аль-Кубайши, один из руководителей «Чёрного сентября», принимавший участие в подготовке мюнхенского теракта.
Ночью 10 апреля 1973 года агенты Моссада в Бейруте провели операцию «Весна молодости». В результате были ликвидированы три руководителя «Чёрного сентября», в том числе Мухаммад Наджар и Камаль Адуан.
12 апреля 1973 года на Кипре в результате взрыва убит террорист Муса Абу Заид, а в Париже был взорван глава группировки «Чёрный сентябрь» Мохаммед Бодиа.
22 января 1979 года в Бейруте убит один из руководителей «Чёрного сентября» Али Хасан Саламе, известный как Абу Хасан и проходивший в сводках Моссада как «Красный принц». В 1973 году его пытались убить в Норвегии Сильвия Рафаэль из Южной Африки, и бывшая гражданка СССР Марианна Гладникова, но женщины ошиблись и расстреляли невиновного официанта Ахмеда Бучики (англ.), приняв его за Абу Хасана. Ахмед Бучики был застрелен на глазах у своей беременной жены, когда они возвращались из кинотеатра. Шестеро агентов были задержаны норвежской полицией и вскоре осуждены.
Во время выполнения миссии по уничтожению боевиков были убиты и трое агентов Моссада.
Последний руководитель «Чёрного сентября» Абу Дауд (Мохаммед Удэ) пережил покушение на него в 1981 году и скончался в Дамаске 3 июля 2010 года.